# 墨西哥灣西鯡
墨西哥灣西鯡，又名金綠西鯡，為輻鰭魚綱鲱形目鲱科的其中一種。

## 分佈
本物種分佈於中西大西洋的墨西哥灣淡水、半鹹水及鹹水域，體長可達50公分，主要棲息在沿海淡水及半鹹水水域，為洄游性魚類，屬肉食性，以魚類及昆蟲等為食，可做為食用魚及遊釣魚。

## 擴展閱讀
維基物種上的相關：墨西哥灣西鯡